# Tessa Thompson
Tessa Lynne Thompson (Los Angeles, 3 de outubro de 1983) é uma atriz, cantora, produtora e compositora americana. Sua carreira inclui as personagens televisivas Jackie Cook em Veronica Mars, Nikki em Hidden Palms  e Charlotte Hale em Westworld, e atuações no cinema como Bianca em Creed e Creed II e Valquíria no Universo Cinematográfico Marvel.

## Filmografia

### Filmes
| Ano  | Título                     | Personagem     |
| ---- | -------------------------- | -------------- |
| 2008 | Make It Happen             | Dana           |
| 2008 | The Human Contract         | Waitress       |
| 2009 | Mississippi Damned         | Kari Peterson  |
| 2010 | Everyday Black Man         | Claire         |
| 2010 | Exquisite Corpse           | Liz            |
| 2010 | For Colored Girls          | Nyla Adrose    |
| 2011 | Periphery                  | Caitlin        |
| 2011 | Red & Blue Marbles         | Becca          |
| 2012 | Murder on the 13th Floor   | Nia Palmer     |
| 2013 | South Dakota               | Chris          |
| 2013 | Automotive                 | Maggie         |
| 2014 | Grantham & Rose            | Wallis         |
| 2014 | Dear White People          | Samantha White |
| 2014 | Selma                      | Diane Nash     |
| 2015 | Creed                      | Bianca Taylor  |
| 2016 | War on Everyone            | Jackie Hollis  |
| 2017 | Thor: Ragnarök             | Valquíria      |
| 2018 | Sorry to Bother You        | Detroit        |
| 2018 | Annihilation               | The Surveyor   |
| 2018 | Creed II                   | Bianca Taylor  |
| 2019 | Vingadores: Ultimato       | Valquíria      |
| 2019 | Men in Black International | Agente M.      |
| 2019 | Lady and the Tramp         | Lady (voz)     |
| 2020 | Sylvie's Love              | Sylvie Parker  |
| 2021 | Passing                    | Irene Redfield |
| 2022 | Thor: Love and Thunder     | Valquíria      |
| 2023 | Creed III                  | Bianca Taylor  |

### Televisão
| Ano           | Título                                 | Personagem                  | Notas                                |
| ------------- | -------------------------------------- | --------------------------- | ------------------------------------ |
| 2005          | Cold Case                              | Wilhemina "Billie" Doucette | 1 episódio                           |
| 2005-2006     | Veronica Mars                          | Jackie Cook                 | 12 episódios                         |
| 2006          | Grey's Anatomy                         | Camille Travis              | 2 episódios                          |
| 2006          | The Initiation of Sarah                | Esme                        | Filme de TV                          |
| 2007          | Hidden Palms / Sombras em Palm Springs | Nikki Barnes                | 7 episódios                          |
| 2008          | Life                                   | Liza                        | 1 episódio                           |
| 2009          | Mental                                 | Lainey Jefferson            | 1 episódio                           |
| 2009          | Private Practice                       | Zoe                         | 2 episódios                          |
| 2009          | Heroes                                 | Rebecca Taylor              | 3 episódios                          |
| 2009          | Three Rivers                           | Penelope Kirkell            | 1 episódio                           |
| 2010          | Betwixt                                | Jenny                       | Filme de TV                          |
| 2010          | Blue Belle                             | Blue                        | 5 Episodios                          |
| 2010-2011     | Detroit 1-8-7                          | Lauren Washington           | 3 episódios                          |
| 2011          | Off the Map                            | Sydney                      | 1 episódio                           |
| 2011          | Rizzoli & Isles                        | FBI Agent Anna Farrell      | 1 episódio                           |
| 2012-2013     | 666 Park Avenue                        | Sasha Doran                 | 5 episódios                          |
| 2012-2013     | Copper                                 | Sara Freeman                | 19 episódios                         |
| 2016-presente | Westworld                              | Charlotte Hale              | 18 episódios                         |
| 2020          | RuPaul's Drag Race: All Stars          | Ela Mesma                   | Jurada Convidada                     |
| 2021          | Loki                                   | Valquíria                   | Arquivo de imagens de Thor: Ragnarok |

## Música
Thompson também é cantora e compositor. Ela já foi membro da banda de electro soul indie de Los Angeles, Caught A Ghost, e contribuiu para as trilhas sonoras de Creed e Creed II, para os quais ela co-escreveu e executou várias canções com o produtor Moses Sumney.